# Алгабас (Жаксынский район)
Алгабас (каз. Алғабас) — село в Жаксынском районе Акмолинской области Казахстана. Входит в состав Жанакииминского сельского округа. Код КАТО — 115243200.

## Население
В 1999 году население села составляло 590 человек (289 мужчин и 301 женщина). По данным переписи 2009 года, в селе проживало 196 человек (98 мужчин и 98 женщин).